# سيرغي فلاديميروفيتش (تاجر)
سيرغي فلاديميروفيتش أليكسييف ((بالروسية: Сергей Владимирович Алексеев)‏, من مواليد 9 أبريل 1979) ― رائد أعمال روسي، ومؤسس شركة "لايف إنفستنج جروب" للتداول المباشر، ومؤسس أول اتحاد للتداول في البورصة في روسيا.

## سيرة شخصية
وُلد في 9 أبريل 1979 في ياكوتسك. وعاش هناك حتى بلغ الثانية من عمره، ثم انتقل بعد ذلك مع أسرته إلى لينينغراد. بعد أزمة عام 1998، أنهى سيرجي مسيرته الرياضية وانضم إلى الجيش. في أوائل عام 2000، افتتح سيرجي أول متجر مصمم للرياضيين المشاركين في الرياضات الشتوية - "سانشيز". وبعد فترة، ظهر متجر آخر - "ويب سبورتس".